# Johannes Friese (Historiker)
Johannes Friese (* 4. September 1741 in Kaufbeuren, Schwaben; † 1810 in Straßburg, Elsass) war ein deutscher Schullehrer und Landeshistoriker des Elsass. 

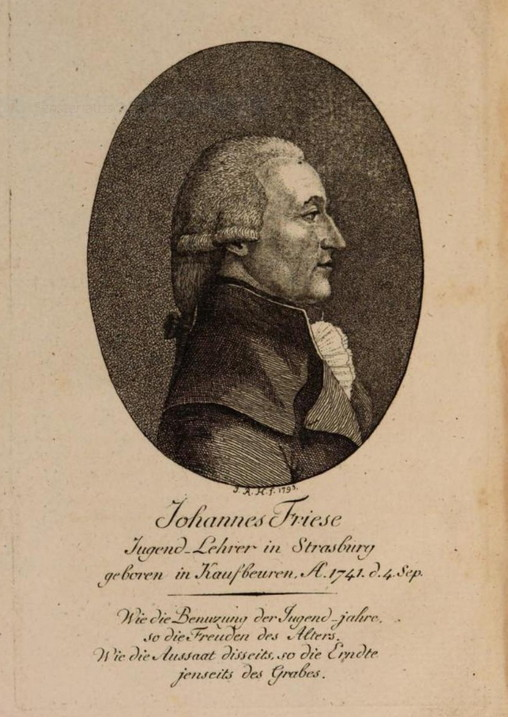
Johannes Friese vor Erreichen seines 53. Lebensjahrs

## Leben
Friese hatte sich als Leinewebergeselle nach Straßburg begeben und sich dort im Selbststudium ein Wissen angeeignet, das genügte, die Prüfung für die Zulassung als Grundschullehrer zu bestehen. Er wurde Jugendlehrer an der evangelischen Kirche zum Alten St. Peter. Im Jahr 1801 hatte er eine Anstellung an der Neuen Kirche. 
Er erforschte die ältere Geschichte seiner neuen Wirkungsstätte, beschäftigte sich mit der Geschichte des Elsass und fasste den Plan, eine der Jugend gewidmete Stadtchronik Straßburgs zu verfassen. Er schuf dann ein fünf Bände umfassendes Werk, mit dem er erfolgreich wurde und  das den Schwerpunkt seiner Lebensleistung darstellt.  Bei der Verwirklichung konnte er auf Werke von älteren Geschichtsschreibern wie des Jesuiten Louis Laguille, Johann Daniel Schöpflin (1694–1771), Philippe-André Grandidier  (1752–1787) und anderen zurückgreifen. Er pflegte lebhaften Kontakt mit den zeitgenössischen Geistesgrößen seiner Wahlheimat, wie etwa mit Pfeffel.
Friese meinte, auf den Buchdeckeln seiner Publikationen persönliche Verzückung über die Französische Revolution, deren Zeitzeuge er war, demonstrieren zu sollen, indem er den ersten vier Bänden den ungewöhnlichen Hinweis Im vierten  Jahr der Freiheit aufdrucken ließ und im Fall des fünften Bandes von 1801 stattdessen den Zusatz Im neunten Jahr der fränkischen Republik. Trotz dieser Besonderheit, die – zumal er zu dem Zeitpunkt im von Frankreich annektierten Elsass als Ausländer galt – unterschiedlich interpretierbar ist, wird sein Geschichtswerk in der 1894 vom Architekten- und Ingenieur-Verein für Elsass-Lothringen veröffentlichten Liste „Wichtige Werke für die Geschichte Strassburgs“ mit aufgezählt.

## Werke (Auswahl)
- Neue Vaterländische Geschichte der Stadt Straßburg und des ehemaligen Elsaßes. Von den ältesten Zeiten bis auf das Jahr 1791. Lorenz und Schuler, Straßburg  1792–1801  
  - Band I, 2. Auflage, 1792 (Google Books)
  - Band II, 2. Auflage, 1792 (Google Books)
  - Band III, 1792 (Google Books)
  - Band IV, 1793 (Google Books)
  - Band V: Straßburger Revolutionsgechichte, 1801 (Google Books)

## Ehrungen
- Nach Johannes Friese wurde in Straßburg 70 Jahre nach seinem Ableben eine Straße benannt.